# Лашкул Володимир Григорович
Володимир Григорович Лашкул (16 листопада 1951, Білозір'я, Черкаський район, Черкаська область — 15 червня 2025, Київ) — український підприємець, футбольний функціонер та меценат. Голова наглядової ради ПрАТ "Новокаховський річковий порт"; віце-президент Федерації футболу України; голова правління ЗАТ «Україна Футбол Інтернешнл»; президент МВСК «Інфоспорт»; почесний президент футбольно-футзального клубу "Зоря-Академія. Черкаська область". 
Заслужений працівник фізичної культури і спорту України (2004).
Нагороджений орденом «За заслуги» III ступеня (2006).

## Життєпис
У 1976 році закінчив Київський державний інститут фізичної культури за фахом «тренер-викладач». У 1986 році закінчив Київський державний університет ім. Т. Г. Шевченка за фахом «правознавство». Після навчання в університеті зробив кар'єру в ЛКСМУ, де дослужився до керівних посад міста Київа.
З 1985 року працював у фізкультурно-спортивних організаціях. Упродовж чотирьох років очолював Київську міську раду спортивного товариства профспілок «Україна».
Ініціатор створення Міжнародної виробничо-спортивної корпорації «Інфоспорт» у 1990 році, яка сприяє організації та проведенню в Україні багатьох міжнародних змагань з тенісу, боротьби, гандболу, баскетболу, художньої гімнастики та футболу. У 1992 році «Інфоспорт» одним із перших в Україні почав імпортувати в Україну продукцію компаній «Honda» та «Fuji». 
У лютому 1994 року за ініціативи Лашкула В.Г. створено спільне підприємство «Україна Футбол Інтернешнл». Володимир Лашкул — голова правління ЗАТ «Україна Футбол Інтернешнл».
З 1996 року обіймав посаду віце-президента Федерації футболу України, члена Комітету з атестування футбольних клубів. Обирався до Виконкому та Президії ФФУ. Віце-президентом Асоціації ветеранів футболу України.
Пішов з життя 15 червня 2025 року.

## Нагороди та відзнаки
У 2004 році отримав звання «Заслужений працівник фізичної культури і спорту України».
Нагороджений орденом «За заслуги» ІІІ ступеня (2006).